# BNP Paribas Open 2012
BNP Paribas Open 2012(Indian Wells Masters 2012) var en professionel tennisturnering for kvinder. Det var den 37. udgave af turnerungen(24. for kvinder) som var en del af WTA Tour 2012 og ATP Tour 2012. Turneringen blev afviklet i Indian Wells, Californien, USA. Turneringen blev afviklet fra 5. til den 18. marts, 2012.

## Finalerne

### Herresingle
Uddybende artikel:BNP Paribas Open 2012 (herresingle)
- Roger Federer –  John Isner, 7–6(9–7), 6–3
- Det var Federer's 3rd titel i 2012 og hans 73rd i karrieren . Det var hans 4th sejre i Indian Wells,som han også vandt i 2004, 2005, og 2006. Det var hans 19th sejre i en Masters-turneringen, hvilket er en rekord, som han deler med Rafael Nadal.

### Damesingle
Uddybende artikel:BNP Paribas Open 2012 (damesingle)
- Victoria Azarenka –  Maria Sharapova, 6–2, 6–3.
- Det Azarenka's 4th titel i 2012 og den 12th i hendes karrierer. Azarenka statistik i 2012 var på 23-0.

### Herredouble
Uddybende artikel:BNP Paribas Open 2012 (herredouble)
- Marc López /  Rafael Nadal –  John Isner /  Sam Querrey, 6–2, 7–6(7–3)

### Damedouble
Uddybende artikel:BNP Paribas Open 2012 (damedouble)
- Liezel Huber /  Lisa Raymond –  Sania Mirza /  Elena Vesnina, 6–2, 6–3.